# サクラ大戦 ル・ヌーヴォー・巴里
『サクラ大戦 ル・ヌーヴォー・巴里』（サクラたいせん ルヌーヴォーパリ、Sakura Wars:Le Nouveau Paris）は、セガのテレビゲーム作品『サクラ大戦3 〜巴里は燃えているか〜』のエンディング後のエピソードをアニメ化した全3巻のOVA作品。2004年発売。タイトルの意は「新しいパリ」。

## 登場人物
- エリカ・フォンティーヌ：日髙のり子
- グリシーヌ・ブルーメール：島津冴子
- コクリコ：小桜エツ子
- ロベリア・カルリーニ：井上喜久子
- 北大路花火：鷹森淑乃
- 大神一郎：陶山章央
- グラン・マ：相沢恵子
- メル：小島幸子
- シー：かないみか

## あらすじ
一夜限りのサーカス
花火とコクリコは夜のパトロールをしていた所を花火の父に見つかってしまう。なんとかしてごまかそうと花火とコクリコは巴里華撃団というサーカスに所属していると話してしまう。父を納得させるため花組によるサーカスを開催したところ会場に怪人が現れる。
メル・シー・スパイ
シャノワールで預かっていた英国貴族の家宝を盗まれてしまう。警察による強制捜査だけは避けたいメルとシーは事件解決のため怪しい男を追跡を開始する。
雷の尖塔
帰国した大神からの一通の手紙により隊長問題で紛糾する巴里花組隊員達。そんな時、闇の力によりエッフェル塔が恐るべき怪物と化し街を破壊し始める。

## スタッフ
- 企画・プロデュース - 広井王子
- エグゼクティブプロデューサー - 赤松智、大場規勝、名越康晃
- 監督 - 山本裕介
- シリーズ監修 - あかほりさとる
- シリーズ構成・脚本 - 川崎ヒロユキ
- キャラクター原案 - 藤島康介
- キャラクターデザイン - 松原秀典
- OVAキャラクター設定・総作画監督 - 田中誠輝
- メカニックデザイン - 明貴美加
- OVAメカニック設定 - 渡辺浩二
- 美術監修 - 窪田忠雄
- 美術監督 - 石田喬子
- 色彩設計 - 田中真紀
- コンポジットディレクター - 長牛豊（第1話）、中山敦史（第2話・第3話）
- 編集 - 後藤正浩
- 音響監督 - 百瀬慶一
- 音楽 - 田中公平
- プロデューサー - 森裕美、西野陽、奥村圭作
- アニメーション制作 - ラディクス
- 製作 - セガ、レッド・エンタテインメント

## 主題歌
オープニングテーマ
「御旗のもとに」
作詞 - 広井王子 / 作曲 - 田中公平 / 編曲 - 根岸貴幸 / 歌 - 巴里歌劇団
エンディングテーマ
「サーカス」（第1話）
作詞 - 広井王子 / 作曲 - 田中公平 / 編曲 - 澤口和彦 / 歌 - 小桜エツ子、鷹森淑乃
「夜の季節」（第2話）
作詞 - 広井王子 / 作曲 - 田中公平 / 編曲 - 澤口和彦 / 歌 - 日高のり子、小島幸子、かないみか
「暗闇の王」（第3話）
作詞 - 広井王子 / 作曲 - 田中公平 / 編曲 - 松尾早人 / 歌 - 島津冴子、井上喜久子
挿入歌
「心の傘は」（第1話）
作詞 - 広井王子 / 作曲 - 田中公平 / 編曲 - 浜口史郎 / 歌 - 鷹森淑乃

## 各話リスト
| 話数  | サブタイトル       | 絵コンテ   | 演出       | 作画監督                                    | 発売日         |
| ----- | ------------------ | ---------- | ---------- | ------------------------------------------- | -------------- |
| 第1話 | 一夜限りのサーカス | 山本裕介   | 五十嵐達也 | 田中誠輝、渡辺浩二 高田晃（レイアウト）     | 2004年10月20日 |
| 第2話 | メル・シー・スパイ | 五十嵐達也 | 五十嵐達也 | 渡辺浩二                                    | 2005年1月19日  |
| 第3話 | 雷の尖塔           | 山本裕介   | 園田雅裕   | 高橋成世、渡邊由香里 坂本千代子、長谷川友香 | 2005年3月16日  |

## ネット配信
『新サクラ大戦 the animetion』放送開始を記念して、2020年4月24日からYouTube「TMS55周年公式チャンネル」より3話まとめて期間限定無料配信されている。